# 湯瀨溫泉站
湯瀨溫泉站（日语：／ Yuze-Onsen eki */?）是位於秋田縣鹿角市八幡平字湯瀨53番4號，東日本旅客鐵道（JR東日本）的花輪線車站。
此站是秋田縣最東邊的鐵路站。

## 歷史
- 1931年（昭和6年）10月17日：鐵道省田山站至陸中花輪站之間開通，此站啟用。當時名為湯瀨站（日语：／）與位於鹿角郡八幡平村（日语：八幡平村）。
- 1987年（昭和62年）4月1日：伴隨國鐵分割民營化，車站由東日本旅客鐵道（JR東日本）營運。
- 1995年（平成7年）12月1日：車站改名為湯瀨溫泉站[1]。
- 1999年（平成11年）
  - 5月22日：撒走列車交會設備。
  - 12月4日：此站成為簡易委託車站。取消湯瀨溫泉站長，並由鹿角花輪站長管理。
- 2001年（平成13年）12月26日：任命「觀光站長」在此站當值。

## 車站構造
車站是一座地面車站，設有1面1線的單式月台。此站原本設有2面2線的相對式月台，當時可進行列車交會。現時只使用舊上行線，而部分舊下行線用作停泊維修車輛。
此站是由鹿角花輪站管理的簡易委託車站，委托了湯瀨溫泉會負責車站業務。車站大樓內設有售票業務（營業時間 7:10-17:15，設有POS終端，可購買指定票）和廁所。

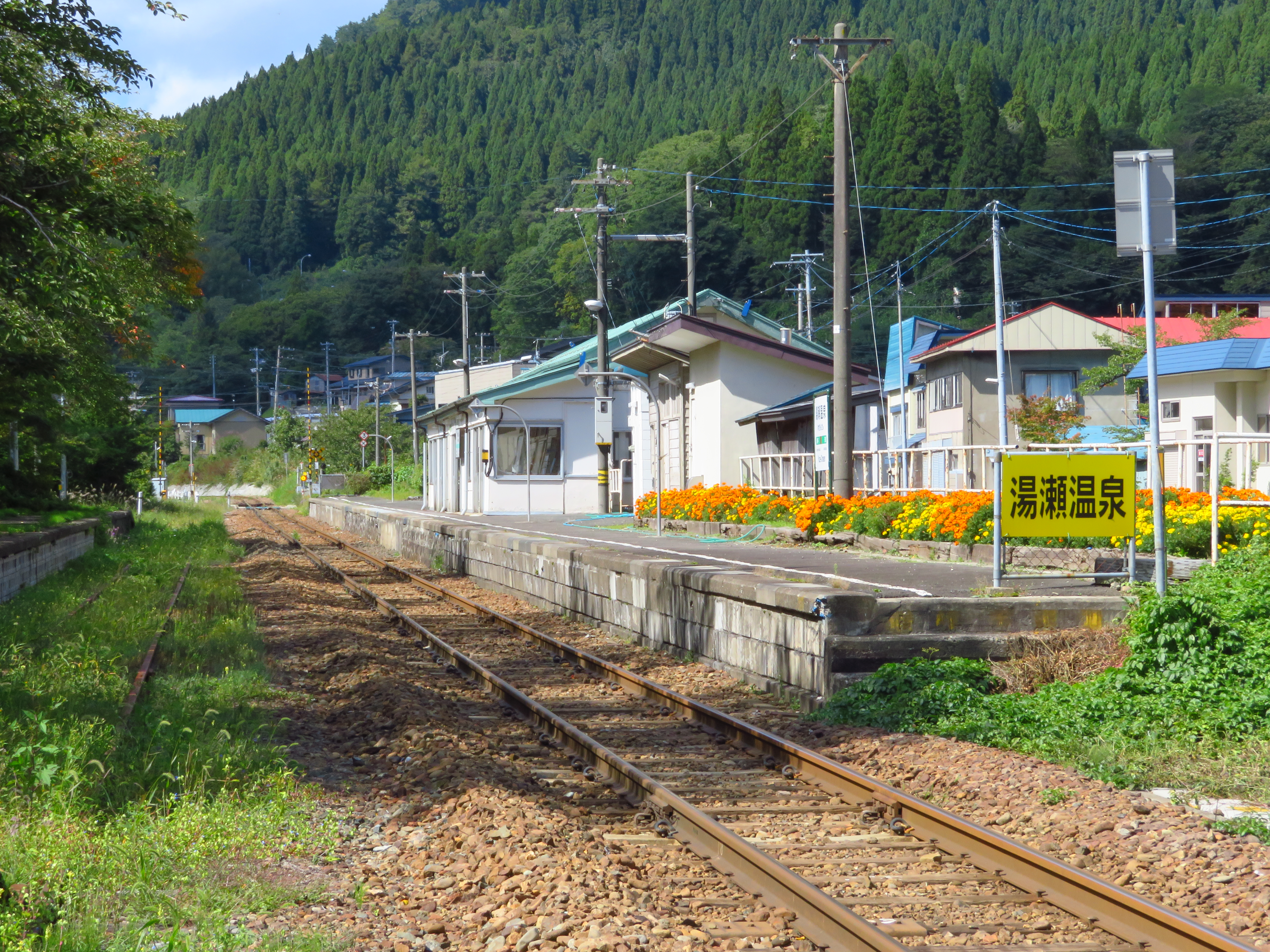
月台

## 使用狀況
根據「JR東日本」的資料，在2019年度（令和元年度）1日平均乘車人次為18人。
以下列出近年乘車人次變化：
| 年度               | 1日平均 乘車人次 | 參考資料        |
| ------------------ | ---------------- | --------------- |
| 2000年（平成12年） | 93               | [ 利用客数 2 ]  |
| 2001年（平成13年） | 90               | [ 利用客数 3 ]  |
| 2002年（平成14年） | 76               | [ 利用客数 4 ]  |
| 2003年（平成15年） | 66               | [ 利用客数 5 ]  |
| 2004年（平成16年） | 59               | [ 利用客数 6 ]  |
| 2005年（平成17年） | 52               | [ 利用客数 7 ]  |
| 2006年（平成18年） | 51               | [ 利用客数 8 ]  |
| 2007年（平成19年） | 44               | [ 利用客数 9 ]  |
| 2008年（平成20年） | 39               | [ 利用客数 10 ] |
| 2009年（平成21年） | 49               | [ 利用客数 11 ] |
| 2010年（平成22年） | 44               | [ 利用客数 12 ] |
| 2011年（平成23年） | 29               | [ 利用客数 13 ] |
| 2012年（平成24年） | 28               | [ 利用客数 14 ] |
| 2013年（平成25年） | 26               | [ 利用客数 15 ] |
| 2014年（平成26年） | 25               | [ 利用客数 16 ] |
| 2015年（平成27年） | 27               | [ 利用客数 17 ] |
| 2016年（平成28年） | 29               | [ 利用客数 18 ] |
| 2017年（平成29年） | 26               | [ 利用客数 19 ] |
| 2018年（平成30年） | 24               | [ 利用客数 20 ] |
| 2019年（令和元年） | 18               | [ 利用客数 1 ]  |

## 車站周邊

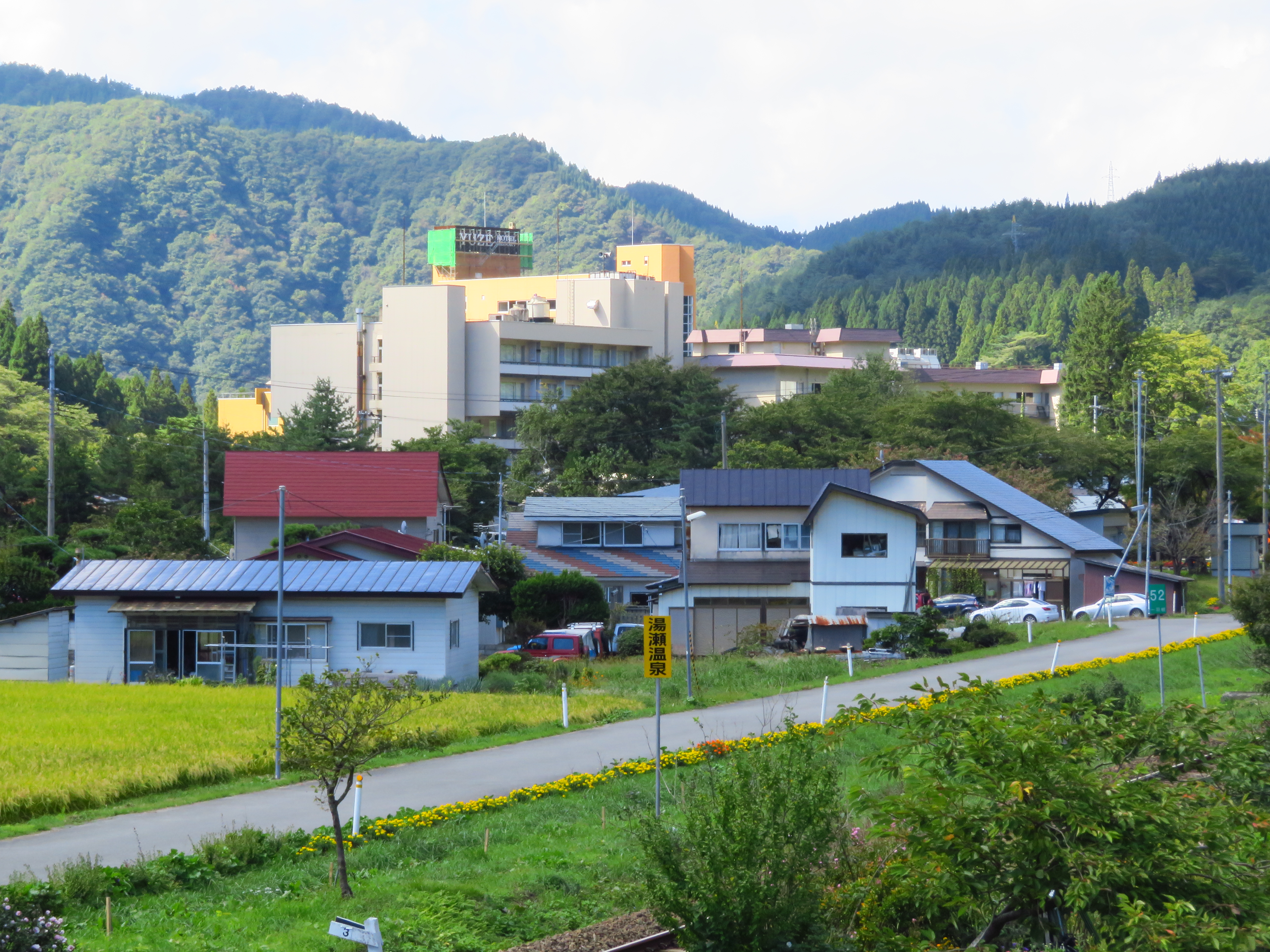
車站周邊

- 鹿角市營湯瀨體育館
- 國道282號（日语：国道282号）
- 東北自動車道 - 湯瀨停車區
- 湯瀨溫泉（日语：湯瀬温泉）
- 湯瀨郵局
- 米代川（日语：米代川）
- 湯瀨酒店

## 相鄰車站
東日本旅客鐵道（JR東日本）
■花輪線
兄畑－湯瀨溫泉－八幡平

## 注腳

### 使用狀況
1. 1 2  . 東日本旅客鉄道.   [2020-07-16]. （原始内容存档于2020-10-31） （日语）.
2. ↑  . 東日本旅客鉄道.   [2019-02-16]. （原始内容存档于2017-08-08） （日语）.
3. ↑  . 東日本旅客鉄道.   [2019-02-16]. （原始内容存档于2019-04-02） （日语）.
4. ↑  . 東日本旅客鉄道.   [2019-02-16]. （原始内容存档于2019-04-02） （日语）.
5. ↑  . 東日本旅客鉄道.   [2019-02-16]. （原始内容存档于2019-04-02） （日语）.
6. ↑  . 東日本旅客鉄道.   [2019-02-16]. （原始内容存档于2019-04-02） （日语）.
7. ↑  . 東日本旅客鉄道.   [2019-02-16]. （原始内容存档于2017-08-08） （日语）.
8. ↑  . 東日本旅客鉄道.   [2019-02-16]. （原始内容存档于2019-03-27） （日语）.
9. ↑  . 東日本旅客鉄道.   [2019-02-16]. （原始内容存档于2017-08-08） （日语）.
10. ↑  . 東日本旅客鉄道.   [2019-02-16]. （原始内容存档于2019-04-02） （日语）.
11. ↑  . 東日本旅客鉄道.   [2019-02-16]. （原始内容存档于2019-04-02） （日语）.
12. ↑  . 東日本旅客鉄道.   [2019-02-16]. （原始内容存档于2016-03-27） （日语）.
13. ↑  . 東日本旅客鉄道.   [2019-02-16]. （原始内容存档于2019-03-26） （日语）.
14. ↑  . 東日本旅客鉄道.   [2019-02-16]. （原始内容存档于2019-04-02） （日语）.
15. ↑  . 東日本旅客鉄道.   [2019-02-16]. （原始内容存档于2016-03-04） （日语）.
16. ↑  . 東日本旅客鉄道.   [2019-02-16]. （原始内容存档于2019-03-26） （日语）.
17. ↑  . 東日本旅客鉄道.   [2019-02-16]. （原始内容存档于2017-08-12） （日语）.
18. ↑  . 東日本旅客鉄道.   [2019-02-16]. （原始内容存档于2017-10-01） （日语）.
19. ↑  . 東日本旅客鉄道.   [2019-07-07]. （原始内容存档于2019-03-25） （日语）.
20. ↑  . 東日本旅客鉄道.   [2019-07-07]. （原始内容存档于2020-05-14） （日语）.

## 外部連結
- 車站資訊（湯瀨溫泉）：東日本旅客鐵道（日語）